# Руэталь
Ру́эталь или Во́тпочинк (нем. Ruhethal; в.-луж. Wotpočink) — деревня в Верхней Лужице, Германия. Входит в состав коммуны Мальшвиц района Баутцен в земле Саксония. Подчиняется административному округу Дрезден.

## География
Через деревню проходит автомобильная дорога S 121.
Соседние населённые пункты: на северо-востоке — деревня Кошла коммуны Боксберг, на юго-востоке — деревня Нова-Вес, на западе — деревня Лескей.

## История
Впервые упоминается в 1825 году. C 1994 по 2013 года входила в состав коммуны Гуттау. С 2013 года входит в состав современной коммуны Мальшвиц.
В настоящее время деревня входит в состав культурно-территориальной автономии «Лужицкая поселенческая область», на территории которой действуют законодательные акты земель Саксонии и Бранденбурга, содействующие сохранению лужицких языков и культуры лужичан.

## Население
Официальным языком в населённом пункте, помимо немецкого, является также верхнелужицкий язык.
| 1834 | 1871 | 1890 | 2011 |
| ---- | ---- | ---- | ---- |
| 27   | 41   | 31   | 12   |